# Марја-Сиско Алто
Марја-Сиско Алто (Лапенранта, 29. јул 1954) фински је писац детективске фантастике и бивши свештеник Евангеличке лутеранске цркве. Била је викар парохије Иматра од 1986. до 2010. године. Постала је позната као прва финска отворено трансродна свештеница. Током 2009. години Удружење финских жена прогласило је Аалто за Lyyti of the Year. Од када је поднела оставку на место свештеника, наставила је каријеру писца.

## Биографија
Рођена је као мушко и седмо од осморо деце. Уписала је теолошки факултет Универзитета у Хелсинкију 1973.
Алто је била викар парохије Иматра од 1986. до 2010.
У новембру 2008, Алто је изашла као транс жена и објавила да намерава да има операцију промене пола. Према Алту, њени родитељи су одлучили да јој дају име Марја-Сиско ако је рођена као девојчица, како су се надали. Према сопственим наводима, од своје треће године била је заокупљена питањем пола.
То што је Алто изашла као транс жена изазвало је велику полемику у Цркви. Бискуп Микелија Хуотари, прокоментарисао је да не постоји правна препрека да Аалто остане викар, али је предвидео да ће бити проблема Године 2009. парохију Иматра напустило је скоро 600 чланова. У новембру 2009. Алто се вратила на посао викара након што је годину дана провела на одсуству. У марту 2010. затражила је да јој се дозволи да поднесе оставку, делимично због дискриминације са којом се суочила.
Изабрана је за нотара бискупије за Куопио од стране Евангелистичке лутеранске цркве 2010.

## Књижевни рад
Од када је поднела оставку на место викара, Алто је наставила каријеру као писац детективске фантастике. Њен први детективски роман, Убиство на гробљу, објављен је у јесен 2013. Други роман Смртоносни снег, објављен је на Национални дан ветерана Финске 27. априла 2015. године. Дело је посвећено ветеранима Лапонског рата и наставља причу о протагонисти претходне књиге.

## Лични живот
Била је у браку два пута и има троје деце.

## Дела
- Murha tuomiokapitulissa [Murder in the Cemetery]. Icasos. 2013. ISBN 978-9526789620.
- Tappavaa lunta [Deadly Snow]. Icasos. 2015. ISBN 978-9526789644.
- Ikoni [Icon]. Icasos. 2016. ISBN 978-9526789675.
- Korppi [Raven]. Icasos. 2018. ISBN 978-9526878027.
- Timantti [Diamond]. Icasos. 2019. ISBN 978-9526878034.
- Maan nielemät [Swallowed by the Earth]. 2020. ISBN 978-9526878089.
- Veri [Blood]. 2021. ISBN 978-9527412039.